# 제러미 데이비드슨
제러미 데이비드슨(Jeremy Davidson, 1971년 12월 24일 ~ )은 미국의 배우, 작가, 감독이다.

## 출연 작품

### 영화
- 스켈리톤 (2001, Skeletons in the Closet)
- 윈드토커 (2002)
- Oblivion, Nebraska (2006) - 단편
- Little Chenier (2006)
- 솔트 (2010)

### 텔레비전
- 로앤오더: 범죄 전담반 (1999-2006)
- 로즈웰 (2000-01)
- The Kill Point (2007)
- 아미 와이브즈 (2007-12)
- 팬 암 (2011-12)
- 7초 (2018)